# Parafia św. Maksymiliana Marii Kolbego w Łęgajnach
Parafia św. Maksymiliana Marii Kolbego w Łęgajnach – parafia rzymskokatolicka, znajdująca się w archidiecezji warmińskiej, w dekanacie Barczewo. W parafii posługują księża diecezjalni. Według stanu na październik 2018 proboszczem parafii był ks. prałat mgr lic. Ryszard Andrukiewicz. 